# Девід Прайс
Девід Прайс  (англ. David Price; нар. 6 липня 1983) — британський професійний боксер, виступав у важкій вазі, олімпійський медаліст.

## Аматорська кар'єра
У 2003 році у віці 19 років став самим молодим чемпіоном Аматорської асоціації боксу (англ. - ABA) Англії у надважкій вазі. Загалом вигравав титул ABA тричі.
У 2004 році у чвертьфіналі чемпіонату Європи програв італійцю Роберто Каммарелле, що не дозволило Девіду взяти участь у  Олімпійських іграх 2004.
У 2006 році здобув перемогу над співвітчизником майбутнім чемпіоном світу Тайсоном Ф'юрі — 22-8.
На Іграх Співдружністі 2006 року у Мельбурні завоював золоту медаль, здолавши по ходу змагань у драматичному напівфіналі досвідченого індійця Варгізе Джонсона. Джонсон тричі надсилав Прайса в нокдаун, але знесилів у останньому раунді і сам тричі опинявся у нокдаунах, перш ніж бій був зупинений.

### Виступи на Олімпіаді 2008
- У 1/8 фіналу переміг чемпіона Європи 2006 року Іслама Тимурзієва (Росія)
- У 1/4 фіналу переміг Ярославаса Якшто (Литва)
- У 1/2 фіналу програв Роберто Каммарелле (Італія)

| Олімпіада  | Дисципліна         | Місце |
| ---------- | ------------------ | ----- |
| Пекін 2008 | надважка категорія | =3    |

## Професіональна кар'єра
Перший бій в профікар'єрі провів 28 березня 2009 року.
21 січня 2012 року в бою за вакантний титул чемпіона Англії за версією BBBofC і за статус обов'язкового претендента на титули чемпіона Великої Британії за версією BBBofC і чемпіона Співдружності нокаутував у 1 раунді Джона Макдермотта і мав зустрітися з Тайсоном Ф'юрі. Але Ф'юрі відмовився від зустрічі з Прайсом і звільнив титули.
19 травня 2012 року відбувся бій за вакантні титули чемпіона Великої Британії (BBBofC) і чемпіона Співдружності Девід Прайс — Сем Секстон. Прайс впевнено переміг, нокаутувавши співвітчизника у 4 раунді.
13 жовтня 2012 року в першому захисті титулів Прайс вийшов проти колишнього володаря цих титулів і олімпійського чемпіона 2000 40-річного Одлі Гаррісона. Бій закінчився перемогою Прайса і важким нокаутом для Гаррісона в 1 раунді.
Вже через місяць 30 листопада 2012 року Прайс вийшов на бій проти ще одного ветерана рингу 45-річного Метта Скелтона і знов здобув швидку перемогу нокаутом у 2 раунді.
Враховуючи 4 вражаючі перемоги Прайса з численними нокдаунами і нокаутами за неповні 8 раундів у 2012 році канал ESPN назвав Девіда "проспектом року".

### Прайс проти Томпсона
23 лютого 2013 року Прайс вийшов на бій проти чергового члена клубу "тих, кому за 40" американця Тоні Томпсона, який в попередньому бою поступився нокаутом Володимиру Кличко, і над яким Девід хотів здобути перемогу яскравішу, ніж Кличко. Але бій завершився несподіваною перемогою американця у 2 раунді технічним нокаутом. Девід підтискав Тоні увесь перший раунд, затис і успішно провів комбінацію з кількох ударів у другому, але в наступному епізоді Томпсон грамотно провалив Прайса і завдав короткий правий боковий удар точно у скроню британця, зваливши того в нокдаун. Девід зумів піднятися, але був сильно вражений, ноги його не слухалися, і рефері зупинив бій, не закінчивши відлік. Томпсону вдався сенсаційний апсет.
Дострокова поразка Прайса стала першою у його кар'єрі і була такою неочікуваною, що промоутер Прайса Френк Мелоні опинився після бою в лікарні з серцевим нападом.

### Прайс проти Томпсона II
6 липня 2013 року на тій же арені у Ліверпулі відбувся бій-реванш Девід Прайс — Тоні Томпсон. У другому раунді Прайс надіслав Томпсона в нокдаун коротким ударом справа, але не зумів добити. А у 5 раунді Томпсон потряс Прайса, затис біля канатів і завдав велику кількість ударів. Незважаючи на те, що Девід не впав, рефері зафіксував стоячий нокдаун і почав відлік. Але Прайс не відновився до 10, і рефері зупинив бій. Томпсон здобув перемогу технічним нокаутом, і Прайс, якого фахівці до боїв з Томпсоном вважали загрозою для братів Кличко, втратив статус одного з самих перспективних важковаговиків світу.

### Прайс проти Тепера
17 липня 2015 року Прайс здійснив спробу повернутися на вершини рейтингів, провівши бій за вакантний титул чемпіона Європи за версією EBU проти німецького турка Еркана Тепера, але втретє в кар'єрі зазнав дострокової поразки нокаутом у 2 раунді і перестав сприйматися, як претендент на чемпіонські титули.